# John L. Nelson
Pour les articles homonymes, voir John Nelson et Nelson.
John Lewis Nelson dit Prince Rogers, né le 29 juin 1916 à Webster Parish (Louisiane) et mort le 25 août 2001 à Chanhassen (Minnesota), est un musicien de jazz américain. Il est notamment connu pour être le père du chanteur et musicien Prince, et est crédité comme coauteur de plusieurs de ses chansons.

## Biographie
Né en Louisiane dans une famille de quatre enfants, John L. Nelson déménage à Minneapolis en 1948 pour y devenir musicien et échapper au racisme du sud des États-Unis. Il était pianiste et utilisait « Prince Rogers » comme nom de scène. Son premier groupe s'appelait « The Prince Rogers Trio ».
Marié trois fois, il avait une relation intermittente avec Vivian Nelson, avec qui il a eu cinq enfants : Sharon (1940-), Norrine (1942-), Lorna (1943–2006), John (1944-) et Duane (1959–2011). En 1956, il rencontre Mattie Della Shaw (1933–2002) lors d'un spectacle dans le nord du Minnesota. Elle devient chanteuse dans The Prince Rogers Trio. Ils se marient et ont deux enfants, Prince (1958-2016), nommé d'après le nom de scène de son père, et Tyka Nelson (1960-2024). Le couple se sépare en 1968 et divorce deux ans plus tard.
Nelson meurt en 2001 dans sa maison de Chanhassen, dans le Minnesota, à l'âge de 85 ans. Prince lui dédie la chanson A Case of U sur son album One Nite Alone... (2002).

## Compositions avec Prince
John L. Nelson a écrit (ou coécrit) plusieurs titres sortis par Prince dans les années 1980 :
- Father's Song et Purple Rain Cues, extraits du film Purple Rain (1984) ;
- Computer Blue, extrait de l'album Purple Rain (1984) ;
- Around the World in a Day (composé avec David Coleman et Prince) et The Ladder (composé avec Prince), extraits de l'album Around the World in a Day (1985) ;
- Christopher Tracy's Parade et Under the Cherry Moon (composés avec Prince), extraits de l'album Parade (1986) ;
- Under the Cherry Moon Cues, extrait du film Under the Cherry Moon (1986) ;
- Scandalous!, extrait de l'album Batman et du film éponyme (1989).